# Hana Zelinová
Hana Zelinová, též Hana Zelinová-Havlátová (20. července 1914 Vrútky – 16. března 2004 Bratislava), byla slovenská spisovatelka a dramatička, autorka literatury pro děti a mládež.

## Život
Narodila se v rodině dělníka a vzdělání získala ve Vrútkách, později pokračovala na učitelském ústavu v Bratislavě. Pracovala jako redaktorka (Slovenský východ, Novosti) v Košicích, kam se vrátila po válce a začala pracovat v nakladatelství Svojeť. V letech 1950–1954 pracovala v podniku Obnova v Bratislavě, později byla referentkou v Západoslovenských vodárnách a kanalizacích a v letech 1962–1970 působila jako redaktorka časopisu Zornička. V roce 1972 odešla do penze. V letech 1990–1992 byla poslankyní Slovenské národní rady za Demokratickou stranu. V roce 1979 jí byl udělen titul zasloužilá umělkyně, v roce 2001 jí bylo uděleno nejvyšší státní ocenění za celoživotní tvorbu – Pribinův kříž I. třídy. V jejím rodišti ve Vrútkách je po ní pojmenována městská knihovna a nachází se zde i její pamětní síň.

## Tvorba
Její literární začátky sahají do roku 1933, kdy začala uveřejňovat své první příspěvky v novinách a časopisech (Slovenka, Život, Svět socialismu, Slovenské pohľady, Zornička, Ohník a jiné), ale také v rozhlasu. Prvního knižního vydání své tvorby se dočkala až v roce 1941. Svá díla psala pro masové čtenáře, přičemž využívala romantické náměty, příběh zobrazovala s náležitým dějovým spádem a nečekaným vyvrcholením, i když občas závěr vyzněl melodramaticky. V dětské literatuře byla upřena na problematiku druh světové války, Slovenského národního povstání nebo se věnovala současným problémům.

## Dílo

### Tvorba pro dospělé
- 1941 – Zrkadlový most, sbírka povídek
- 1944 – Prístav pokoja, román
- 1946 – Anjelská zem, 1. díl trilogie
- 1948 – Hora pokušenia, 2. díl trilogie
- 1948 – Dievočka, vstaň! , 3. díl trilogie
- 1958 – Diablov čardáš, román
- 1967 – Anjelska zem, souhrnné vydání trilogie
- 1970 – Kamenný ruženec, sbírka krátkých próz
- 1971 – Alžbetin dvor, 1. díl trilogie z Turca
- 1974 – Volanie vetra, 2. díl trilogie z Turca
- 1977 – Kvet hrôzy, 3. díl trilogie z Turca
- 1979 – Hodina zažíhania sviec, novely
- 1980 – Hodvábna cesta, 1. díl trilogie z Liptova
- 1981 – Smäd, 2. díl trilogie z Liptova
- 1983 – Kľukatý let motýľa, 3. díl trilogie z Liptova
- 1986 – Vejár s fialkami
- 1988 – Hlas starých huslí
- 1989 – Nočný koncert, román
- 1993 – Víno kráľov, román
- 1994 – Harlekýnove milióny, román
- 1995 – Vranie oči
- 1996 – Dve slová, román
- 1996 – Sedem dní a jedna noc
- 1997 – Ruža zo samého dna
- 1998 – Ešte raz sa obzrieť mám…
- 1998 – Aj v raji prší, román
- 1999 – Múr plaču, román

### Tvorba pro děti
- 1959 – Jakubko
- 1959 – Sivá húska
- 1962 – Taká čudná jar, tři novely
- 1962 – Bosý generál, novela
- 1964 – Večer neprídem
- 1966 – Hriešna krajina Atlantis
- 1966 – Do videnia, Zuzanka
- 1967 – Moja je pomsta (v roce 1969 bylo dílo zfilmováno pod názvem Čierna minúta)
- 1970 – Hanibal za bránou
- 1977 – Otec, povedz pravdu
- 1981 – Pehavý noštek
- 1986 – Maťko a ja
- 1987 – Vlnky – žblnky
- 1988 – Spať na slnku
- 1999 – Rozprávková studnička

### Dramata
- 1943 – Mária, divadelní hra (uvedena byla i ve Slovenském národním divadle, režisér Ján Borodáč)
- 1944 – Ktosi je za dverami, divadelní hra
- 1948 – Žijem cudzí život, divadelní hra
- 1966 – Bambusová princezná, loutková hra

### Rozhlasové hry
- 1946 – Kytica pivónií
- 1948 – Vavrínový veniec
- 1956 – Valghata
- 1960 – Jánošíkova píšťala
- 1961 – Prvý vo vesmíre
- 1962 – Bosý generál
- 1965 – Palička šťastia
- 1968 – Kismet

### Televizní hry a dramatizace
- 1956 – Ilúzia
- 1959 – Jakubko
- 1960 – 49 dní
- 1965 – Ametistový kvet
- 1966 – Bambusová princezná
- 1967 – Slnečnica
- 1967 – Svetlo na spodnej haluzi
- 1969 – Kamenný ruženec
- 1972 – Rosa na tráve
- 1974 – Čaša plná ambrózie